# Julia Longorkaye
Julia Longorkaye, née le 2 août 1989, est une athlète handisport kényane.

## Carrière
Malvoyante, elle concourt généralement des courses de demi-fond de la catégorie T12.
Elle remporte la médaille d'argent de cette catégorie sur le 1 500 mètres aux Jeux paralympiques d'été de 2004 à Athènes.